# 阿爾巴尼亞 (卡克塔省)
阿爾巴尼亞是哥倫比亞的城鎮，位於該國南部，由卡克塔省負責管轄，始建於1932年，面積417平方公里，海拔高度538米，2005年人口6,036，人口密度每平方公里14.47人。

## 外部連結
- （西班牙文） Governmento of Caqueta; Albania

1°19′54″N 75°52′56″W / 1.33167°N 75.8822°W